# Новошаново
Новошаново — деревня в составе Казаковского сельсовета Вачского района Нижегородской области.
Расположена в 2 км к юго-востоку от районного центра — Вачи.

## Из истории
В прошлом — деревня Казаковского прихода Муромского уезда Владимирской губернии.
В окладных книгах за 1676 год в сведениях о составе Казаковского прихода сказано, что в деревне Новошанове 3 двора крестьянских и 1 бобыльский. В 1897 году в Новошаново всего было 17 дворов.
В 1840-х годах Новошаново входило в состав владений князя Сергея Григорьевича Голицына.

## Население
| 1859 | 1905 | 1926 | 1999 | 2002 | 2010 |
| ---- | ---- | ---- | ---- | ---- | ---- |
| 110  | ↘105 | ↗148 | ↘4   | ↘0   | ↗1   |